# Eugenius Warming
Johannes Eugenius Bülow Warming (o Eugen Warming) (3 de noviembre de 1841-2 de abril de 1924) fue un naturalista y botánico danés, considerado el fundador de la ecología. Warming escribe el primer texto (1895) sobre ecología vegetal, dando además el primer curso universitario de ecología, aportando conceptos y significados.

“Si alguien puede señalarse con el honroso título de fundador de la ecología, ese es Warming”.

Warming redactó un número de textos de botánica, fitogeografía y de ecología, que fueron traducidos a varios idiomas, siendo influyentes en su época y subsiguientes. Muy importantes fueron Plantesamfund y Haandbog i den systematiske.

## Biografía
Warming nació en la pequeña isla Mandø del mar de Wadden, hijo único de Jens Warming (1797-1844), párroco, y de Anna Marie von Bülow af Plüskow (1801-1863). Tras la temprana muerte de su padre, se trasladó con su madre a casa de su hermano en Vejle, este de Jutlandia.
Se casa con Johanne Margrethe Jespersen (conocida como Hanne Warming; 1850-1922) el 10 de noviembre de 1871. Tuvieron ocho hijos: Marie (1872-1947) se casa pon C.V. Prytz, Jens Warming (1873-1939), profesor de economía y estadística en el Real Colegio de Veterinaria y Agricultura de Copenhague, Fro (1875-1880), Povl (1877-1878), Svend Warming (1879-1982), ingeniero de la naviera MAN Burmeister & Wain, Inge (1879-1893), Johannes (1882-1970), granjero, y Louise (1884-1964).
Cursó el bachillerato en la Ribe Katedralskole e inició en 1859 estudios de historia natural en la Universidad de Copenhague, pero dejó la universidad durante tres años y medio (1863-1866) para trabajar como secretario del paleontólogo danés Peter Wilhelm Lund, que vivía y trabajaba en Lagoa Santa, Brasil. A su regreso a Europa, estudió durante un año con Carl Friederich Philipp von Martius, Karl Nägeli y Ludwig Radlkofer en Múnich y, en 1871, con Johannes Ludwig Emil Robert von Hanstein en Bonn. Ese mismo año (1871) defendió su tesis doctoral en Copenhague.

## Trayectoria
La cátedra de Botánica de la Universidad de Copenhague quedó vacante a la muerte de  Anders Sandøe Ørsted y Warming era el candidato obvio para sucederle. Sin embargo, fue rechazado y la cátedra se otorgó a Ferdinand Didrichsen, de más edad, pero mucho menos productivo y original. Warming fue entonces profesor de botánica en la Universidad de Copenhague, en el Politécnico (Polyteknisk Læreanstalt) y en el Colegio Farmacéutico entre 1873 y 1882. Fue profesor de botánica en la Stockholms högskola (más tarde Universidad de Estocolmo) entre 1882 y 1885. Y como el decano de los profesores, fue elegido rector magnificus. En 1885 fue nombrado catedrático de botánica de la Universidad de Copenhague y director del Jardín Botánico de Copenhague, cargos que ocupó hasta su jubilación el 31 de diciembre de 1910. Fue rector magnífico de la Universidad de Copenhague entre 1907 y 1908.
Fue miembro de la Real Academia Danesa de Ciencias y Letras desde 1878 hasta su muerte. Como tal, formó parte del consejo de administración de la Fundación Carlsberg 1889-1921 y, como biólogo, del consejo del Laboratorio Carlsberg. También formó parte del consejo del Servicio Geológico de Dinamarca 1895-1917.
Eugen Warming visitaba con frecuencia universidades extranjeras, por ejemplo en un viaje a Estrasburgo y París en 1876 y en otro a Gotinga, Jena, Bonn, Estrasburgo y París en 1880. Participó en varios congresos científicos escandinavos entre 1868 y 1916 y en la reunión alemana similar de Breslau en 1874. Participó en los Congresos Botánicos Internacionales de Ámsterdam 1877, Viena 1905 y Bruselas 1910 y fue presidente de la "Association internationale des botanistes" (1913). Asistió a la celebración de Linnaeus en Uppsala en 1907 y a la de Darwin en Londres en 1908. Fue miembro honorario de la Royal Society de Londres, elegido miembro de la Real Academia Sueca de Ciencias en 1885 y miembro honorario de la Sociedad Botánica Danesa. Fue miembro correspondiente de la sección botánica de la Academia Francesa de Ciencias. Fue nombrado Comendador de 1.º Grado de la Orden del Dannebrog, Comendador de la Real Orden Victoriana y de la Orden Imperial Brasileña de la Rosa. Está enterrado en el Cementerio de los Asistentes de Copenhague.

## Expediciones
- 1863-1866: Brasil, Lagoa Santa.
- 1884 Groenlandia (expedición Fylla - se ven imágenes: Oficiales y científicos, Warming en el centro; ;).
- 1885: Noruega, Finnmark.
- 1887: Noruega, Dovre.
- 1891-1892: Venezuela, Trinidad y las Indias Occidentales Danesas.
- 1895: islas Feroe

Además, visitas cortas a los Alpes y otros destinos próximos.

## Plantesamfund o Ecología Vegetal
El libro Plantesamfund se basó en las conferencias de Warming sobre fitogeografía en la Universidad de Copenhague. Da una introducción sobre todos los mayores biomas del mundo. El espíritu de Warming, y su más profundo y último impacto en el desarrollo de la ecología, fue dar explicaciones de como la naturaleza resuelve similares problemas (sequía, inundación, helada, salinidad, herbívoros, etc.) en caminos similares, a pesar de usar muy diferentes ‘materiales base’ (especies de diferente origen) en diferentes regiones del mundo. Esto fue paradigmáticamente novedoso – pues era completamente diferente a la mera exhaustiva descripción florística fitogeográfica prevaleciente en ese tiempo.
- Warming, E. (1895) Plantesamfund - Grundtræk af den økologiske Plantegeografi. P.G. Philipsens Forlag, Kjøbenhavn. 335 pp.

El subtítulo alude al título del libro Grundtræk af den almindelige Plantegeografi, publicado en 1822 (ed. alemana 1823: Grundzüge einer allgemeinen Pflanzengeographie) por Joakim Frederik Schouw, cofundador de la fitogeografía científica.
Plantesamfund se traduce al germano en 1896 como
- Lehrbuch der ökologischen Pflanzengeographie - Eine Einführung in die Kenntnis der Pflanzenvereine × Emil Knoblauch. Berlín, Gebrüder Borntraeger, 1896. 412 pp. Esta edición, aprobada por Warming, se vendió rápidamente.

Una segunda edición, no autorizada, fue lanzada en 1902, con ribetes de "robo de copyright", por Paul Graebner, quien se puso en segundo término luego de Warming en el título, y sin cambios en los contenidos.
- Lehrbuch der ökologischen Pflanzengeographie - Eine Einführung in die Kenntnis der Pflanzenvereine; "Nach der neuesten Litteratur Vervollständigt bei Paul Graebner"; Berlín, Gebrüder Borntraeger.

Edición que fue expandida en las ediciones 3.ª y 4.ª:
- Warming, E. & Graebner, P. (1918) Eug. Warming's Lehrbuch der ökologischen Pflanzengeographie, 3 ed. Berlín, Gebrüder Borntrager. 4.ª ed. (1933) - 1158 pp.

Una traducción al idioma polaco de ’Plantesamfund’ (de la traducción al alemán de Knoblauch) aparece en 1900:
- Warming, E. (1900) Zbiorowiska Roślinne zarys ekologicznej geografii roślin × Edward Strumpf & Jósef Trzebiński. Warszawa, 1900. 451 pp.

Dos ediciones independientes del Imperio ruso (en Moscú y en San Petersburgo) aparecen en 1901 y en 1903
- Вармингъ, Е. (1901) Ойкологическая географія растеній – Введеніе въ изученіе растительныхъ сообществъ × M. Golenkin & W. Arnol'di. Moscú, 542 pp. Enlace al texto
- Вармингъ, Е. (1903) Распредъленіе растений въ зависимости отъ внъшнихъ условій - Экологическая географія растеній × A. G. Henkel' y con un tratado de la vegetación de Rusia × G. I. Tanfil'ev. Sn. Petersburgo, 474 pp.

Una edición extendida en inglés aparece en 1909:
- Warming, E. con M. Vahl (1909) Ecología Vegetal - introducción al estudio de sus comunidades × P. Groom & Isaac Bayley Balfour. Clarendon Press, Oxford. 422 pp. (2.ª ed. 1925).

El ecólogo alemán A. F. W. Schimper publica ”Pflanzengeographie auf physiologisher Grundlage” en 1898.
"Esta obra no solo cubre mucho del mismo terreno dado por Warming en 1895 y en 1896, aunque de facto también se extiende en las investigaciones de Warming. Schimper (1898) agrega extensamente más de quince trabajos de Warming y hasta reproduce figuras de Warming. Pero jamás agradece Schimper, su profunda deuda hacia Warming, nada en la lista de reconocimientos por las ilustraciones, ni en la sección de agradecimientos de Vorwort, ni en su lista de fuentes, ni siquiera una nota al pie!... Aunque repleta de datos de Warming, contiene pocas ideas y nada agrega al avance de la ecología que ya había logrado Warming antes.”

## Warming como docente
Warming fue un muy aplicado y dedicado pedagogo, cuya presentación fue mucho más allá de su ámbito de conferencista en Copenhague. Escribió textos de botánica para nivel universitario, y también para escolares.

### Manual de botánica sistemática
Sus textos son la sistematización de sus conferencias de geobotánica en Copenhague, apareciendo en varias ediciones, con traducciones al alemán, inglés, y ruso, y usado extensamente en muchas universidades.
- Warming, E. (1878) Haandbog i den systematiske Botanik (nærmest til Brug for Universitets-Studerende og Lærere). København. (2.ª ed. 1884; 3.ª ed. con Algae × N. Wille, fungi × E. Rostrup 1891)

Ed. alemana 1890: Handbuch der systematischen Botanik × E. Knoblauch (2.ª ed. 1902, 3.ª ed. 1911, 4.ª ed. 1929 todas × M. Möbius).
Ed. rusa 1893: Систематика растеній (de la 3.ª ed. danesa × S. Rostovzev & M. Golenkin; 2.ª ed. 1898)
Ed. inglesa 1895: Manual de botánica sistemática (× M.C. Potter; varias eds., últ. 1932)
La sección de plantas de semillas fue más tarde expandida y titulada
- Warming Eug. (1912) Frøplanterne (Spermatofyter) [título traducido: Plantas de Semillas]. Kjøbenhavn, Gyldendalske Boghandel/Nordisk Forlag. 467 pp. (2.ª ed. 1933). Las secciones de plantas de esporas se actualizaron y publicaron separadamente como
- Rosenvinge L. Kolderup (1913) Sporeplanterne (Kryptogamerne). Kjöbenhavn, Gyldendalske Boghandel/Nordisk Forlag. 388 pp.

### Manual de botánica general
El manual de Warming sobre morfología vegetal, anatomía vegetal y fisiología vegetal se traduce al sueco y al alemán:
Warming Eug. Den almindelige Botanik: En Lærebog, nærmest til Brug for Studerende og Lærere [título traducido: Botánica General]. Kjøbenhavn, 1880. (2.ª ed. 1886; 3.ª ed. × Warming y Wilhelm Johannsen 1895; 4.ª ed. × Warming y Johannsen 1900-01)
Ed. sueca 1882: Lärobok i allmän botanik (× Axel N. Lundström)
Ed. alemana 1907-09: Lehrbuch der allgemeinen Botanik (de la 4.ª ed. × E. P. Meinecke). Berlín, Borntraeger. 667 pp.
También, el texto escolar de Warming sobre botánica se usó ampliamente
- Warming Eug. (1900) Plantelivet: Lærebog i Botanik for Skoler og Seminarier [título traducido: Vida de las Plantas]. København. (2.ª ed. 1902; 3.ª ed. 1905; 4.ª y 5.ª eds. × C. Raunkiær y Warming 1908 y en 1914, respectivamente; 6.ª ed. (1920) × E. Warming y Johs. Boye Petersen).

Ed. inglesa 1911: Plant Life - Libro de texto de Botánica para Escolares y Colegiales (de la 4.ª ed. × M.M. Rehling y E.M. Thomas). Londres.
Ed. rusa 1904: Растение и его жизнь (Началный учебник ботаники). (de la 2.ª ed. × L.M. Krečotovič y M. Golenkin). Moscú.

### Excursiones
Warming sentía una fuerte necedidad de llevar estudiantes de botánica extramuros. Usaba el Jardín Botánico de Copenhague para mostrar plantas vivas, pero para enseñar ecología vegetal, necesitaba estudiantes para ir al campo. El radio de acción desde Copenhague que ofrecía para viajes a pie era demasiado corto. Solía pedir al gobierno obteniendo fondos para llevar los estudiantes a excursiones más largas cada año desde 1893; y cada tres años los llevaga al oeste de Jutlandia, otra vez a Bornholm, y hasta a Selandia. Sus notas de excursión se publican y son introducciones instructivas sobre ambiente y adaptación vegetal en dunas, marismas y otros hábitats:
- Warming, E. 1890. Botaniske Exkursioner 1. Fra Vesterhavskystens Marskegne. Videnskabelige Meddelelser fra den Naturhistoriske Forening i Kjøbenhavn 1890.
- Warming, E. 1891. Botaniske Exkursioner 2. De psammophile Formationer i Danmark. Videnskabelige Meddelelser fra den Naturhistoriske Forening i Kjøbenhavn 1891: 153-202.
- Warming, E. 1891. Botaniske Exkursioner 3. Skarridsø. Videnskabelige Meddelelser fra den Naturhistoriske Forening i Kjøbenhavn 1891.

## Otras obras científicas de E. Warming

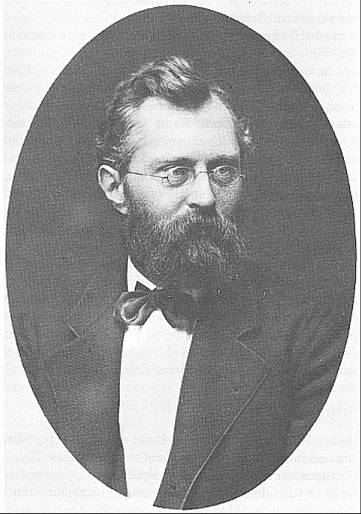
Eugen Warming 1879.

### Sistemática vegetal
Su experiencia temprana con la flora de una región tropical fue decisiva para su futura obra. Sus colecciones de Lagoa Santa, 2600 especies botánicas, de las cuales al menos 370 eran nuevas para la ciencia, fueron tratadas en una obra monumental de 40 volumees y 1.400 pp., Symbolæ ad Floram Brasiliæ centralis cognoscendam.
Para esta obra, Warming mandó familias botánicas a más de quince taxónomos de Europa.
- Symbolæ ad Floram Brasiliæ centralis cognoscendam, particulæ 1-10, 1873
- Symbolæ 11-20, 1875
- Symbolæ 21-30, 1886
- Symbolæ 31-40, 1893
- Symbolæ 31-40, 1893. E.g. Partícula XXXIX, Enumeratio Myrtacearum Brasiliensium by Hjalmar Kiærskou.

Fueron publicados todos los volúmenes en la serie ’Videnskabelige Meddelelser fra den Naturhistoriske Forening i Kjøbenhavn’.
Además, Warming trató las familias de las Vochysiaceae, Trigoniaceae para la Flora Brasiliensis:
- Vochysiaceae & Trigoniaceae. Flora Brasiliensis, Eichler, A.G. ed.: Vol. XIII, Part II, Fasc. 67, Column 16-116. Monachii, 1875.

### Su familia botánica favorita:Etudes sur la famille des Podostemacees
Warming tenía un especial interés en la familia de las Podostemaceae, con las que había trabajado durante su estada en Brasil; las especies de esa familia son extremadamente modificadas por el ambiente hostil en donde viven - son angiospermas con la apariencia de Marchantiophytas.
- Warming, E. (1881-1899) Etudes sur la famille des Podostemacees (Familien Podostemaceae).

Part I-V. Todo publicado en "Real Academia Danesa de Ciencias y Letras" Skrifter - Naturvidenskabelig og Mathematisk Afdeling, 6. Rk.

### Lagoa Santa
Habiendo finalizado su trabajo taxonómico, Warming finalmente publica su estudio ecológico de las comunidades vegetales, en el área de Lagoa Santa, con el Cerrado como su principal tipo vegetacional.
- Warming, E. (1892) Lagoa Santa: Et Bidrag til den biologiske Plantegeografi med en Fortegnelse over Lagoa Santas Hvirveldyr. Real Academia Danesa de Ciencias y Letras Skrifter - Naturvidenskabelig og Mathematisk Afdeling, 6. Rk. vol. 6 (3): 153-488.

Warming indexó un extenso resumen en francés (1893): Lagoa Santa – Étude de Geographie Botanique. Revue Générale de Botanique 5: 145-158, 209-233.
(Trad. al portugués): Warming, Eugenio Lagoa Santa: Contribuição para a geographia phytobiologica, × Alberto Löfgren Belo Horizonte, 1908.
Esa edición fue enriquecida por el ecólogo brasileño M.G. Ferri con más recientes estudios sobre el sistema del Cerrado y retitulado: Warming, E. & Ferri, M.G. (1973) Lagoa Santa – a vegetação de cerrados brasileiros. Universidad de São Paulo.

### Estudios organogenéticos
Durante la primera etapa de su carrera científica, lo morfológico-organogenético privaba como princípios líderes en investigación botánica, y se convirtió en un prominente investigador en esa rama de la botánica. Sus primeros trabajos de este periodo fue su tesis en desarrollo floral en Euphorbia y en óvulos de plantas con semillas.
Su tesis doctoral (en idioma danés) trataba de la ontogenia de la ciatia de Euphorbia (de las Euphorbiaceae).
- Warming, J. Eug. B. 1871. Koppen hos Vortemælken en Blomst eller en Blomsterstand? En organogenetisk morfologisk Undersøgelse. Resumen en idioma francés: Le cyathium de l"Euphorbia est-il une fleure ou une inflorescence? Kjøbenhavn, G.E.C. Gad.

Parte de la obra se publica en alemán, un año antes de la tesis:
- Warming, E. 1870. Über die Entwicklung des Blütenstandes von Euphorbia. Flora 53: 385-397.

Sus estudios de polen y de formación de anteras en Angiospermas, y de la inflorescencia de las Asteraceae se publican en Botanische Abhandlungen de von Hanstein:
- Warming, E. 1873. Untersuchungen über pollenbildende Phyllome und Kaulome. Botanische Abhandlungen aus dem Gebiet der Morphologie und Physiologie, 2 (2): 1-90.
- Warming, E. 1876. Die Blüte der Kompositen. Botanische Abhandlungen aus dem Gebiete der Morphologie und Physiologie, 3 (2): 1-167.

Sus estudios en óvulos de plantas de semilla se publican en idioma francés como
- Warming, E. 1878. De l’Ovule. Annales des Sciences Naturelles - Botanique et Biologie Vegetale sér. 6: 177-266.

Todas esas obras aún se citan en papeles científicos de escolares de botánica.
Hacia los 1870s, Warming se influencia grandemente por el Darwinismo. El foco de su investigación cambia. Venía de entender la ontogénesis a la luz de un común descendiente como lo vio en De l’Ovule, más tarde hacia la adaptación de condiciones ambientales. Nuevamente, su incomparable habilidad para observar plantas asociado con sus experiencias en el trópico fue decisivo a la hora de elegir otra ruta.

### Formas de vida
Aunque Warming no acuñó el término forma de vida hasta 1895 (en Plantesamfund Cap. 2), comenzó a trabajar sobre formas de vida de plantas ya durante sus años en Estocolmo. En su trabajo
- Warming, E. 1884. Om Skudbygning, Overvintring og Foryngelse [tít. traduc.: De la arquitectura de rebrotes, perennación y rejuvenecimiento]. Naturhistorisk Forenings Festskrift: 1-105. Ilustraciones lineales, presenta una clasificación basada en la longevidad de la planta, fuerza de propagación vegetativa, duración de tillers, tipos de brotes hipogeos o epígeos, modo de temperización, grado y modo de enramamiento de rizomas. La observación se hacían mientras se enraizaban plantas silvestres de semilla bajo condiciones de jardín. A fines de los 1880s, después del retorno a la Universidad de Copenhague, intercambia tópicos de investigación con su estudiante Christen Raunkiær, quien viaja a lo largo de las costas del mar del Norte de Jutlandia a Holanda y publicando la fitogeografía de la vegetación costera.[7] Warming ahora trabaja en adaptaciones en dunas y margas, mientras Raunkiær estudia la morfología de la flor danesa, finalmente llevándolo a su esquema de formas de vida botánicos.[8] No obstante, después de Raunkiær se había publicado su esquema de formas de vida botánicos, Warming retorna a ese tópico en la obra
- Warming, E. (1908) Om planterigets livsformer [tít. trad.: De las formas de vida en el Reino Vegetal]. G.E.C. Gad, København.

El nuevo esquema de Warming era menos simple que el Sistema de Raunkiær (esquema de Raunkiær de formas de vida de las plantas, tomando otros factores ambientales que la temperización a tener en cuenta, especialmente estrés de agua/sequía. Warming no había aprobado lo que él vio de una sobresimplificación en el sistema de Raunkiær.
Warmings al final publica una obra intentando poner a todas las formas de vida del Reino vegetal (incluyendo bacterias y algas) dentro de un sistema.
- Warming, E. 1923. Økologiens Grundformer – Udkast til en systematisk Ordning [tít. trad.: Formas Fundamentales Ecológicas - borrador para un sistema]. Real Academia Danesa de Ciencias y Letras Skrifter - Naturvidenskabelig og Mathematisk Afdeling, 8. Rk., vol. 4: 120-187.

### Groenlandia,Islandiaeislas Feroe
Warmings publica un número de tratados basados en su expedición al sudoeste de Groenlandia en 1884; haciendo importantes observaciones de la vegetación de Groenlandia y de la historia de su flora:
- Warming, E. 1887. Om Grønlands Vegetation [tít. trad.: Sobre la vegetación de Groenlandia]. "Meddelelser om Grønland" 12: 1-223. un resumen se publica en:
- Warming, E. 1888. Über Grönlands Vegetation. Englers Botanische Jahrbücher, 10. Siguiendo con esa publicación, Warming entra en una disputa con Alfred Gabriel Nathorst sobre la historia de la flora de Groenlandia.

Las colecciones de Warming de hojas, tallos y flores, hechas durante la breve expedición, se examinaron detalladamente; y la anatomía de un número de especies se describieron en una serie de papeles en idioma danés. Más tarde, Warming distribuyó material afín de familias, ahora mejoradas con ulteriores colecciones de otras expediciones, aún hasta el Ártico, a estudiantes, que hicieron posteriores investigaciones y publicaron los resultados en idioma inglés:
Warming, E. ed. 1908-1921. Estructura y biología de las plantas con flores árticas. "Meddelelser om Grønland" vol. 36: 1-481 & 37: 1-507.
- Warming, E. ed. 1901-1908. Botánica de las Færöes - basada en investigaciones danesas, vol. I-III. Copenhague y Londres.

- Rosenvinge, L. Kolderup & Warning, E. (eds) 1912-1932. La Botánica de Islandia, vol. 1-3. Copenhague, J. Frimodt. Continuada en vols 4-5 editados × Johannes Grøntved, Ove Paulsen y Thorvald Sørensen. Texto del Vol. 1 (part 1 and part 2 Archivado el 7 de marzo de 2008 en Wayback Machine.) y Vol. 2 (parte 1).

### Vegetación de Dinamarca
- Warming, E. 1904. Bidrag til Vadernes, Sandenes og Marskens Naturhistorie (y contribuciones de C. Wesenberg-Lund, E. Østrup &c). Real Academia Danesa de Ciencias y Letras Skrifter - Naturvidenskabelig og Mathematisk Afdeling, 7. Rk., 2: 1-56.
- Warming, E. 1906. Dansk Plantevækst. 1. Strandvegetationen. - Gyldendalske Boghandel Nordisk Forlag. [beach vegetation]
- Warming, E. 1909. Dansk Plantevækst. 2. Klitterne. - Gyldendalske Boghandel Nordisk Forlag. [dunas]
- Warming, E. 1917. Dansk Plantevækst. 3. Skovene. - Gyldendalske Boghandel Nordisk Forlag. [selvas]

## Influencias de Warming
Fue la obra de Eugenius Warming: Lehrbuch der ökologischen Pflanzengeographie que debe ser considerada como el punto de partida de la ecología autoconciente. Esta obra fue la primera en usar las relaciones fisiológicas entre plantas y su ambiente, adicionando las interacciones bióticas para explicar la complejidad de los ensamblajes que los fitogeógrafos ya habían descripto y clasificado, y que formará por muchas décadas la agenda de investigación a desarrollar.
A pesar de la barrera lingüística, la influencia de Warming en el desarrollo de la ecología es muy remarcable, al menos en Gran Bretaña y en Estados Unidos. El ecólogo inglés Arthur Tansley fue extremadamente influenciado por ’Plantesamfund’ (de la edición germana de 1896). Dio un salto desde la anatomía hacia la ecología. Arthur Tansley usaba el libro como texto en un curso universitario, ya en 1899. De igual modo, el libro de Warming fue decisivo en formar las carreras de los naturalistas estadounidenses como Henry Chandler Cowles. El ahora clásico estudio de Cowles de las comunidades vegetales de las dunas del lago Míchigan se inspiraron directamente de las propuestas de Warming sobre las dunas danesas.
Una influencia más inesperada fue la ejercida sobre el sociólogo estadounidense Robert E. Park, quien parte de la lectura de Oecology of Plants: An Introduction to the Study of Plant Communities usando sus ideas de sucesión ecológica como inspiración para la noción de sucesión en las comunidades humanas - una ecología humana.
La influencia de Warming en la posterior ecología escandinavia fue inmensa. Especialmente significativa fue su inspiración en Christen Raunkiær – su pupilo y sucesor en la cátedra de Botánica en la Universidad de Copenhague. Además, influyó directamente sobre las investigaciones danesas, por un par de décadas. Después de su nombramiento en el profesorado de la Universidad de Copenhague, gradualmente compatibilizó su poder de base con Japetus Steenstrup, que notablemente era uno de los tres miembros del personal de la "Carlsberg Foundation" por 32 años. Así Warming tenía el poder decisorio sobre a quienes darles fondos y a quienes no.

## Warming y la evolución
Warming fue un firme creyente en la adaptación. Sin embargo, se declaraba lamarckista. En su libro de popularización Nedstamningslæren (La Teoría de la Descendencia; 1915), revisa la evidencia directa e indirecta de la común descendencia de organismos vivientes y con la selección natural darwiniana como un proceso involucrado en especiación. Sus agudas observaciones de como diferencialmente la misma planta creciendo bajo diferentes circucstancias (ahora conocidas como plasticidad fenotípica) lo llevaron a cuestionar el cambio de especies por infinitesimalmente pequeñas etapas como alegaban sus contemporáneos darwinistas de la Escuela de Biometría, e.g. Karl Pearson. Warming resumió su visión en los modos en que las nuevas especies podrían prosperar:
1. por herencia de caracteres adquiridos
2. por hibridación
3. por selección natural, con este último mecanismo siendo el menos importante.

## Warming, religión y política
Warming fue criado en un hogar cristiano protestante y continuó siendo religioso toda su vida. Aceptaba la evolución por descendencia de formas vivas, pero creía que las leyes gobernantes de las órbitas planetarias y otras leyes gobernando evoluciones orgánicas eran de índole divina. En su libro popular Nedstamningslæren (tit. trad.: Evolución por descendencia), concluye en la sección de hipótesis acerca del origen de la vida, escribe que, “: como fue la vida al comienzo de la existencia,»¿en el comienzo«? … así como el humano es capaz de obtener el entendimiento y explicación para todo, o hay al menos algunas, incomprensibilidadaes para nuestra mente, como el de crear materia, fuerza, tiempo y espacio infinito. La ciencia no desaprueba la Biblia que cice:»En el comienzo Dios crea …«!”. Warming compartía esta visión con muchos otros prominentes naturalistas contemporáneos, e.g. Alfred Russel Wallace.
Políticamente, Warming era nacional-conservador, ecandinavista y antiprusiano. Warming solo visitó su terruño natal pocas veces en su vida debido a que la región de Schleswig había sido conquistada por Prusia y por Austria en 1864, retornando la Schleswig norteña a Dinamarca en 1920. Warming expresaba, en cartas, a favor de Francia en la guerra Franco-prusiana en 1870. Hacía contribuciones monetarias secretas para los granjeros daneses schleswigianos comprando granjas para prevenir la germanización del Schleswig norteño. En carta de 1898 a su hijo Jens, se enoja de que el Højre, partido conservador danés – hubiese perdido en una elección y se expresa de que la anarquía y el socialismo jueguen finalmente su juego.

## Honores

### Eponimia
El género de orquídeas Warmingia Rchb.f. y más de 240 especies (IPNI) fueron nombradas en su honor. También el topónimo "tierra de Warming" - una península en el norte extremo de Groenlandia.
La Universidade Federal de Minas Gerais organiza una serie de 'Conferencias sobre la Ecología Evolutiva de Eugen Warming' desde 1994.

## Biografías y obituarios
- Raunkiær, C. 1904. Biografía en Dansk Biografisk Lexikon, vol. XVIII
- Urban, Ignatius 1906. Vitae for Warming in Flora Brasiliensis, enumeratio plantarum in Brasilia hactenus detectarum:quas suis aliorumque botanicorum studiis descriptas et methodo naturali digestas partim icone illustratas /ediderunt Carolus Fridericus Philippus de Martius et Augustus Guilielmus Eichler; iisque defunctis successor Ignatius Urban; Fasc. CXXX (ultimus) - VITAE ITINERAQUE COLLECTORUM BOTANICORUM Etc.
- Obituario en Nature, 113, 683-684 (1924) × William G. Smith

Obituarios en Botanisk Tidsskrift, 39. 1924
- Lauritz Kolderup Rosenvinge: Eug. Warming og Dansk Botanisk Forening, pp. 1-6
- Carl Christensen: Eug. Warming, en Levnedsbeskrivelse, pp. 7-30
- Carl Hansen Ostenfeld: Warmings almindelige botaniske Virksomhed, pp. 31-38
- A. Mentz: Warming som plantegeografisk Forsker, pp. 39-44
- Charles Flahault, O. Juel, C. Schröter & A.G. Tansley: Eug. Warming in memoriam, pp. 45-56

- Carl Christensen 1924-26. Den danske botaniks historie, med tilhørende bibliografi. I. Den danske botaniks historie fra de ældste tider til 1912. II. Bibliografi
- Carl Christensen (1932) Eugenius Warming, pp. 156-160 in: Meisen, V. Prominent Danish Scientists through the Ages. Biblioteca Universitaria de Copenhague 450.º Aniversario. Levin & Munksgaard, Copenhague.
- Müller, D. 1980. Warming, Johannes Eugenius Bülow. In: Gillespie, C.G. (ed.) "Dictionary of Scientific Biography", vol. 16. Nva. York, NY: Charles Scribner & Sons. ISBN 0-684-10114-9
- Klein, Aldo Luiz 2000. Warming e o cerrado brasileiro um século depois. São Paulo, UNESP. 156 pp. ISBN 85-7139-354-0
- La abreviatura «Warm.» se emplea para indicar a Eugenius Warming como autoridad en la descripción y clasificación científica de los vegetales.[18]